# Mighty Mighty
«Mighty Mighty» es una canción interpretada por la banda estadounidense Earth, Wind & Fire. Fue lanzado en febrero de 1974 como el sencillo principal del quinto álbum de estudio de la banda, Open Our Eyes.

## Recepción de la crítica
Un escritor no especificado de la revista Cash Box indicó que “la similitud con una actuación de Sly and the Family Stone obviamente se hará aquí, pero este grupo es tan individual como puede ser”. El San Antonio Express también elogió la canción, diciendo: “Un gran éxito conmovedor para este talentoso grupo. Ciertamente tienen los elementos correctos”.

## Lista de canciones
- 7-inch single – Columbia 4-46007[2]

1. «Mighty Mighty» (M. White, V. White) – 3:01
2. «Drum Song» (M. White) – 4:20

## Posicionamiento

### Gráfica semanal
| Gráfica (1974)                              | Pico de posición |
| ------------------------------------------- | ---------------- |
| Canadá (RPM Top Singles)                    | 38               |
| Estados Unidos (Billboard Hot 100)          | 29               |
| Estados Unidos (Billboard Hot Soul Singles) | 4                |

### Gráfica de fin de año
| Gráfica (1974)                              | Pico de posición |
| ------------------------------------------- | ---------------- |
| Estados Unidos (Billboard Hot Soul Singles) | 32               |